# Selección de fútbol sub-23 de Ghana
La selección olímpica de fútbol de Ghana, conocida como selección de fútbol sub-23 de Ghana es el representativo del país en Fútbol en los Juegos Olímpicos.

## Historia
Cuando el Fútbol en los Juegos Olímpicos era disputado entre selecciones mayores, Ghana clasificó a 5 Juegos Olímpicos de manera consecutiva.
En 1992 fue la primera selección africana en ganar una medalla olímpica, la cual fue de bronce luego de derrotar a Australia en el partido por el tercer lugar, y también ha sido campeón de los juegos africanos en una ocasión.

## Juegos Olímpicos
| Récord Olímpico | Récord Olímpico          | Récord Olímpico          | Récord Olímpico          | Récord Olímpico          | Récord Olímpico          | Récord Olímpico          | Récord Olímpico          | Récord Olímpico          |
| Año             | Ronda                    | Pos.                     | J                        | G                        | E                        | P                        | GF                       | GC                       |
| --------------- | ------------------------ | ------------------------ | ------------------------ | ------------------------ | ------------------------ | ------------------------ | ------------------------ | ------------------------ |
| 1896            | No se jugó               | No se jugó               | No se jugó               | No se jugó               | No se jugó               | No se jugó               | No se jugó               | No se jugó               |
| 1900            | No participó             | No participó             | No participó             | No participó             | No participó             | No participó             | No participó             | No participó             |
| 1904            | No participó             | No participó             | No participó             | No participó             | No participó             | No participó             | No participó             | No participó             |
| 1908            | No participó             | No participó             | No participó             | No participó             | No participó             | No participó             | No participó             | No participó             |
| 1912            | No participó             | No participó             | No participó             | No participó             | No participó             | No participó             | No participó             | No participó             |
| 1920            | No participó             | No participó             | No participó             | No participó             | No participó             | No participó             | No participó             | No participó             |
| 1924            | No participó             | No participó             | No participó             | No participó             | No participó             | No participó             | No participó             | No participó             |
| 1928            | No participó             | No participó             | No participó             | No participó             | No participó             | No participó             | No participó             | No participó             |
| 1932            | No se jugó               | No se jugó               | No se jugó               | No se jugó               | No se jugó               | No se jugó               | No se jugó               | No se jugó               |
| 1936            | No participó             | No participó             | No participó             | No participó             | No participó             | No participó             | No participó             | No participó             |
| 1948            | No participó             | No participó             | No participó             | No participó             | No participó             | No participó             | No participó             | No participó             |
| 1952            | No participó             | No participó             | No participó             | No participó             | No participó             | No participó             | No participó             | No participó             |
| 1956            | No participó             | No participó             | No participó             | No participó             | No participó             | No participó             | No participó             | No participó             |
| 1960            | No participó             | No participó             | No participó             | No participó             | No participó             | No participó             | No participó             | No participó             |
| 1964            | Cuartos de final         | -                        | 3                        | 1                        | 1                        | 1                        | 5                        | 8                        |
| 1968            | 1.ª ronda                | -                        | 3                        | 0                        | 2                        | 1                        | 6                        | 8                        |
| 1972            | 1.ª ronda                | -                        | 3                        | 0                        | 0                        | 3                        | 1                        | 10                       |
| 1976            | Abandonó el torneo       | Abandonó el torneo       | Abandonó el torneo       | Abandonó el torneo       | Abandonó el torneo       | Abandonó el torneo       | Abandonó el torneo       | Abandonó el torneo       |
| 1980            | No clasificó             | No clasificó             | No clasificó             | No clasificó             | No clasificó             | No clasificó             | No clasificó             | No clasificó             |
| 1984            | No clasificó             | No clasificó             | No clasificó             | No clasificó             | No clasificó             | No clasificó             | No clasificó             | No clasificó             |
| 1988            | No clasificó             | No clasificó             | No clasificó             | No clasificó             | No clasificó             | No clasificó             | No clasificó             | No clasificó             |
| 1992            | Bronce                   | 3                        | 6                        | 3                        | 2                        | 1                        | 9                        | 6                        |
| 1996            | Cuartos de final         | -                        | 4                        | 1                        | 1                        | 2                        | 6                        | 8                        |
| 2000            | No clasificó             | No clasificó             | No clasificó             | No clasificó             | No clasificó             | No clasificó             | No clasificó             | No clasificó             |
| 2004            | 1.ª ronda                | -                        | 3                        | 1                        | 1                        | 1                        | 4                        | 4                        |
| 2008            | No clasificó             | No clasificó             | No clasificó             | No clasificó             | No clasificó             | No clasificó             | No clasificó             | No clasificó             |
| 2012            | No clasificó             | No clasificó             | No clasificó             | No clasificó             | No clasificó             | No clasificó             | No clasificó             | No clasificó             |
| 2016            | No clasificó             | No clasificó             | No clasificó             | No clasificó             | No clasificó             | No clasificó             | No clasificó             | No clasificó             |
| 2020            | No clasificó             | No clasificó             | No clasificó             | No clasificó             | No clasificó             | No clasificó             | No clasificó             | No clasificó             |
| 2024            | No clasificó             | No clasificó             | No clasificó             | No clasificó             | No clasificó             | No clasificó             | No clasificó             | No clasificó             |
| 2028            | Competición por disputar | Competición por disputar | Competición por disputar | Competición por disputar | Competición por disputar | Competición por disputar | Competición por disputar | Competición por disputar |
| 2032            | Competición por disputar | Competición por disputar | Competición por disputar | Competición por disputar | Competición por disputar | Competición por disputar | Competición por disputar | Competición por disputar |
| Total           | 6/24                     | 1 Bronce                 | 22                       | 6                        | 7                        | 9                        | 31                       | 44                       |

## Juegos de África
| All-Africa Games | All-Africa Games | All-Africa Games | All-Africa Games | All-Africa Games | All-Africa Games | All-Africa Games | All-Africa Games | All-Africa Games |
| Año              | Ronda            | Pos.             | J                | G                | E                | P                | GF               | GC               |
| ---------------- | ---------------- | ---------------- | ---------------- | ---------------- | ---------------- | ---------------- | ---------------- | ---------------- |
| 1965             | No participó     | -                | -                | -                | -                | -                | -                | -                |
| 1969             | No se jugó       | -                | -                | -                | -                | -                | -                | -                |
| 1973             | Semifinales      | -                | 3                |                  |                  |                  |                  |                  |
| 1978             | Bronce           | 3                | 3                |                  |                  |                  |                  |                  |
| 1987             | No participó     | -                | -                | -                | -                | -                | -                | -                |
| 1991             | No participó     | -                | -                | -                | -                | -                | -                | -                |
| 1995             | No participó     | -                | -                | -                | -                | -                | -                | -                |
| 1999             | No participó     | -                | -                | -                | -                | -                | -                | -                |
| 2003             | Bronce           | 3                | 3                |                  |                  |                  |                  |                  |
| 2007             | 1.ª ronda        | -                | 3                | 0                | 1                | 2                | 1                | 4                |
| 2011             | Campeón          | 1                | 4                | 2                | 1                | 1                | 6                | 5                |
| Total            | 5/10             | 1 Título         | 16               |                  |                  |                  |                  |                  |